# Bébés noirs
L'expression Bébés Noirs désigne, en République du Congo, des jeunes garçons âgés entre 13 et 25 ans, munis d'armes blanches (en particulier de machette) qui violent, mutilent et tuent, extorquent les populations. Désœuvrés et déscolarisés pour la plupart, ces jeunes provoquent une grande inquiétude au sein des populations des grandes agglomérations de la République du Congo,. Ils agissent toujours en bande organisée. Ils ont été qualifiés de terroristes par André Ngakala Oko, le procureur de la République près le tribunal de grande instance de Brazzaville.
Ce phénomène aurait commencé en 2014 à la suite de l'opération Mbata ya bakolo qui a permis d'expulser les ressortissants sans papier de la République démocratique du Congo voisine. Préoccupation majeure des autorités congolaises depuis plusieurs années[évasif]. Plusieurs réformes ont été menées afin de l'éradiquer parmi lesquels la création d'une structure technique avec pour mission l'éradication de ce phénomène dénommé Haut Commissariat à la Justice Restaurative, à la Prévention et au Traitement de la Délinquance Juvénile et la construction des centres socio- éducatif dans les localités d'Aubeville dans le département du Niari et Bokangna dans le département de la cuvette 